# Una casita en Canadá
«Una casita en Canadá» (Casetta in Canadà, en su título original) es el título de una canción compuesta por los italianos Mario Panzeri y Vittorio Mascheroni. Fue presentada en el Festival de la Canción de San Remo 1957 en interpretación de Gino Latilla, Carla Boni, Duo Fasano, Gloria Christian y Poker di Voci. La canción alcanzó el cuarto puesto en el festival con 32 votos, tras Scusami, de Gino Latilla y Tonina Torrielli.

## Descripción
La canción narra la historia de un tal Martin Martino que construye una pequeña casa en Canadá con flores y un estanque. Sin embargo llega el pirómano Pinco Panco y la prende fuego. Impérterrito, Martino comienza de nuevo la reconstrucción y se repite la historia una y otra vez sin que medie jamás una denuncia contra Pinco Panco.

## Versiones
Además de los intérpretes en el Festival, fue versionada en Italia ese mismo 1957 por  Quartetto Cetra y Nilla Pizzi.
En francés fue popularizada por Dalida con el título de Le ranch de Maria, traducida por Jacques Larue.
En lengua española la versión más popular fue la de la argentina instalada en España Elder Barber, que la publicó el mismo 1957. 23 años después fue versionada por el grupo infantil Parchís, en la voz solista de Gemma Prat, en cuyo caso, la coreografía filmada en las instalaciones del parque Camet, previas a las actuales reformas en los centros recreativos posteriores, formó parte de la película "Los Parchís contra el inventor invisible" también incluida en el álbum de la banda sonora de la película.

## Ventas
En Italia, la versión de Gino Latilla, Carla Boni, Duo Fasano alcanzó el puesto 27 en las listas de los más vendidos. La versión de Gloria Christian y Poker di Voci el 44.